# معركة المجر الكبير
معركة المجر الكبير هي احدى معارك غزو العراق، وقعت في 24 يونيو 2003، كانت نتيجة انعدام الثقة بين الجيش البريطاني وسكان مدينة المجر الكبير، خصوصًا بسبب حملات تفتيش المنازل ومصادرة الأسلحة الشخصية التي اعتبرها السكان ضرورية للدفاع عن النفس، ورغم توقيع اتفاق بين البريطانيين والسكان على عدم دخول البلدة، قامت الكتيبة الأولى، فوج المظلات البريطاني بدورية داخل المجر الكبير بعد يوم واحد فقط من توقيع الاتفاق.
اعتقدت القوات البريطانية أن الاتفاق يقضي بوقف التفتيش فقط، وليس منع الدخول بالكامل. في البداية، رشق السكان الجنود بالحجارة بتحريض من خطب من مآذن المساجد. رد الجنود باستخدام الرصاص المطاطي، مما أدى إلى اندلاع اشتباكات مسلحة. في إحدى الحوادث، حوصر ستة من أفراد الشرطة العسكرية الملكية البريطانية داخل مركز الشرطة بالبلدة، وقُتلوا على يد حشد غاضب يقدر بحوالي 600 شخص، أثناء دفاعهم عن الموقع. خلال أعمال العنف، قُتل أربعة مدنيين عراقيين وأصيب 11 آخرون. كما أُصيب 8 جنود بريطانيين، أحدهم فقط نتيجة اشتباك مباشر في البلدة.
أُرسلت قوة رد سريع من معسكر أبو ناجي بدعم من مروحيتين، غزال وشينوك، لكن الأخيرة تعرضت لأضرار من نيران أرضية عراقية ولم تتمكن من الهبوط، وعادت إلى المعسكر بعد إنزال الجنود المصابين.
تبقى حادثة مقتل عناصر الشرطة البريطانية الستة واحدة من أكثر الحوادث إثارة للجدل في حرب العراق، ولا تزال تُناقش في الأوساط السياسية والعسكرية البريطانية.

## الخلفية

مناطق الاحتلال في العراق، سبتمبر 2003

في 20 مارس 2003، بدأت قوات التحالف غزو العراق، وهي العملية التي ستُعرف لاحقًا باسم حرب العراق، واستمرت حتى 18 ديسمبر 2011. وقد أعلن الرئيس الأمريكي آنذاك، جورج بوش الابن، انتهاء العمليات القتالية في 1 مايو 2003.
أصبحت منطقة جنوب شرق العراق جزءًا من القوات متعددة الجنسيات – الجنوب الشرقي التي تقودها المملكة المتحدة ضمن إطار عملية تيليك. كجزء من مهمتهم، سعت القوات البريطانية إلى إزالة جميع الأسلحة الثقيلة من المنطقة (مثل مضادات الدروع وقاذفات الآر بي جي)، وقد فعلوا ذلك بشكل منهجي. وبينما تمت مصادرة معظم الأسلحة والذخائر من المنازل، سُمح للعائلات بالاحتفاظ بأسلحة خفيفة مثل بنادق أيه كيه-47 والمسدسات لحماية أنفسهم، بناءً على طلبات السكان المحليين الذين أكدوا أن الوضع الأمني بعد الغزو ما زال خطيراً.
قال أحد السكان المحليين: "إذا لم يستطع صدام حسين أخذ أسلحتنا، فلماذا نسمح للبريطانيين بأخذها؟".
تقع بلدة المجر الكبير على بُعد 250 ميل (400 كـم) جنوب شرق بغداد و120 ميل (190 كـم) شمال البصرة في محافظة ميسان. كان عدد سكان البلدة حينها حوالي 85,000 نسمة.
في عام 2003، كان القاعدة البريطانية الرئيسية في المنطقة هي معسكر أبو ناجي، الذي يقع على بعد 4 ميل (6.4 كـم) جنوب العمارة و15 ميل (24 كـم) شمال المجر الكبير. كانت المجر الكبير معروفة بانتشار الأسلحة فيها، حيث أن المنطقة كانت ذات غالبية شيعية تعرضت للاضطهاد من قبل نظام صدام حسين.
عندما وصلت القوات البريطانية، وجدت منطقة خالية من المسؤولين الحكوميين، إذ كان البعثيون قد طُردوا على يد السكان الغاضبين. كما كانت المنطقة عرضة لتدخلات خارجية، من ضمنها نشاطات CIA، مما أثار انزعاج العقيد توم بيكيت، قائد الكتيبة الأولى في المظلات، الذي طالب بأن تمر جميع نشاطات الـCIA في منطقة عملياته عبر غرفة العمليات في معسكر أبو ناجي.
بسبب الطبيعة المنبسطة للمنطقة، كانت الاتصالات عالية التردد وVHF محدودة للغاية، حتى عندما تكون القوات قريبة من بعضها البعض. استخدمت كتيبة المظلات أجهزة اتصال ساتلية وهواتف Iridium وأجهزة PRR.
تم التوصل إلى مذكرة تفاهم بين القوات البريطانية والسكان المحليين تقضي بعدم إجراء مزيد من تفتيش المنازل. فسر البريطانيون الاتفاق على أنه لا يمنعهم من التمركز والقيام بدوريات لإظهار تواجدهم، بينما اعتبر السكان أن الاتفاق يمنع أي تواجد عسكري داخل البلدة.
في 21 يونيو، أي قبل المعركة بثلاثة أيام، دخل المقدم كيمب إلى البلدة ليخبر الشيوخ بأن القوات البريطانية ستتواجد في مركز الشرطة لجمع الأسلحة، لا لتفتيش المنازل. لاحقًا، وخلال التحقيق في مقتل الجنود البريطانيين في مارس 2006، تبين وجود خطأ في الترجمة بنص مذكرة التفاهم، حيث فُهم من قبل العراقيين أنها تعني "عدم وجود ضرورة لوجود القوات الأجنبية في اليوم التالي".
قبل يومين من مقتل الجنود، كانت وحدة "تو-زيرو ألفا" من الفصيلة الثامنة (الكتيبة الأولى، الفوج المظلي) متمركزة في مركز الشرطة لجمع الأسلحة بموجب اتفاق العفو. وبينما كان بعض الجنود في وضعية الحراسة، كان الآخرون مستلقين تحت الشمس، حين وصل حشد من العراقيين الغاضبين ورشقوا المبنى بالحجارة وهتفوا "لا، لا، أمريكا". خلال الفوضى، دُمرت شاحنة DAF وسيارة لاند روفر تابعة للوحدة. أطلق الجنود طلقات تحذيرية، إحداها طلقة مطاطية ارتدت من الأرض وأصابت متظاهرًا في وجهه.
تم استدعاء قوة رد سريع (QRF) وصلت بسيارات FV107 Scimitar ومركبات لاند روفر مسلحة، لتفريق الحشود.

## المعركة
في صباح المعركة، كانت إحدى فصائل دعم الشركات قد عبرت المدينة وعندما وصلت إلى معسكر أبو نجي، وصفوا المنطقة بأنها "هادئة بشكل غير طبيعي"، وأشاروا إلى أن السكان المحليين الذين كانوا في الشوارع كانوا يوجهون إليهم "نظرات الموت".

### شركتا ألفا وبرافو
وصلت شركتا ألفا وبرافو، كلاهما من الفصيلة 8، 1 Para، إلى مجار الكبير في الساعة 9:25 صباحًا في 24 يونيو بنية تنفيذ دوريات مشاة في المدينة. قبل مغادرتهم، طلب الملازم روس كينيدي (القائد المسؤول عن الشركتين) المزيد من الطلقات للمدفع الهراوي (الرصاص البلاستيكي) لمدفعه الهراوي. تم رفض الطلب حيث تم تعبئة جميع الطلقات الاحتياطية قبل مغادرة فوج المظلات للمنطقة للعودة إلى المملكة المتحدة بعد سبعة أيام. وهذا ترك الفصيلين (ألفا وبرافو) مع 13 طلقة هراوي فقط. في تمام الساعة 10:00 صباحًا، وصل قائد ميليشيا محلي (طلال عبيد أحمد زبيدة) ووقف أمام الدورية ليمنعهم من التقدم أكثر. أخبرهم زبيدة أن المدينة خطيرة وأنهم سيتعرضون لإطلاق النار. عرض الملازم كينيدي تغيير مسار الدورية، لكن زبيدة حذره بأن الطريق ذاته سيكون مشكلة أيضًا، وأنه إذا دخل المدينة، فلا بد أن يكون ذلك بدون ميليشيا زبيدة. تمكن البريطانيون من التفاوض على دورية مركبة عبر المدينة كحل وسط مع زبيدة. ستظل شركة ألفا في مقر الميليشيا مع مركبات أخرى بينما سترافق ميليشيا زبيدة شركة برافو، على مركبات Pinzgauers، في دورية عبر المدينة؛ حيث شعر البريطانيون أن عدم القيام بالدورية سيكون علامة ضعف. في الساعة 10:10 صباحًا، دخلت شركة برافو المدينة وتم قصفها بالحجارة على الفور من قبل "سكان مبتسمين".

في الساعة 10:25 صباحًا، نزلت شركة برافو من المركبات حيث كان العراقيون يحيطون بهم وكان قادة الحشود يشجعون السكان المحليين على مهاجمة شركة برافو. أثناء نزولهم للرد على الحشد، لاحظت المركبة الخلفية أن ميليشيا العراق لم تعد في القافلة. بسبب شدة رمي الحجارة وعدد السكان الكبير في الحشد، قررت برافو إطلاق الرصاص المطاطي على القادة في الحشد. وعلى الرغم من أن الجنود كانوا يعلمون أن استخدام الرصاص المطاطي قد يهدئ أو يفاقم الوضع، إلا أنهم شعروا أنه لا يوجد خيار آخر بالنظر إلى شدة الحشد، الذي كان يتم تحريضه عبر مكبرات الصوت على المآذن بأن البريطانيين جاءوا "لاختطاف النساء [ومهاجمتهن]!" تم التعرف على أحد القادة، وأطلق عريف باستخدام المدفع الهراوي النار وسقط القائد من مسافة 20 قدم (6.1 م) بعيدًا. بعد إطلاق طلقتين هراوي، تقدم الحشد وأطلق NCO في شركة برافو (الرقيب غوردون روبرتسون) طلقات تحذيرية في الهواء من بندقيته وتبعه الجنود الآخرون. تراجع الحشد ومنحهم مساحة للتحرك، ولكن تبين لاحقًا أن العراقيين المحليين ذهبوا للحصول على أسلحتهم. في عقولهم، أطلق البريطانيون النار أولًا، لذا كانت مسألة شرف أن يعيدوا النار. في الساعة 10:30 صباحًا، بدأ المسلحون العراقيون إطلاق النار على برافو، مما دفعهم للدفاع عن أنفسهم، ما أسفر عن مقتل أول عراقيين. ذكر شاهد في الحشد أن الأطفال كانوا يرشقون الحجارة على المظليين وعندما توجه أحد المظليين إلى وضعية إطلاق نار، ظن أحد السكان المحليين المدعو طاسير أن الطفل سيتم إطلاق النار عليه، لذا وجه سلاحه نحو المظليين. فأطلق الجنود البريطانيون النار عليه أولًا لأنهم اعتقدوا أنه كان سيطلق النار، ومن ثم أصبح الحشد معاديًا تمامًا. في هذه اللحظة، كانت دورية شرطة الجيش الملكي البريطاني على بعد 200 متر (660 قدم) فقط من المظليين. قال أحمد يونس، أحد أفراد الحشد صباح ذلك اليوم: 
كان السوق مزدحمًا جدًا. ألقيت نفسي على الأرض وصرخت للجميع لكي يهربوا أو يختبئوا. استمرت الاشتباكات لمدة خمس دقائق لكن كانت هناك رصاصات تطلق في كل مكان. كانوا يطلقون النار بشكل آلي. لم أصدق عندما بدأوا في إطلاق النار.
 وقال الشيخ شجار: 
أطلق الجانب العراقي النار أولًا. لاحقًا ذهبوا إلى مركز الشرطة وهاجموا هناك. كانت الحشود ترغب في الاحتماء في مركز الشرطة واستخدامه كقاعدة للهجوم على البريطانيين.
في مقر الميليشيا، كانت شركة ألفا تختبئ خلف مركباتهم لتفادي الحجارة التي كان الحشد الغاضب يرمونها عليهم. كانوا قادرين على التمييز بين صوت الطلقات التي تطلق من بندقية AK-47 وبندقية SA-80 بناءً على طبقات الصوت المختلفة. أدركوا أن برافو كانت تحت نيران وبدأت في الرد على النيران. بدون وسائل اتصال، ركبت شركة ألفا المركبات وتوجهت إلى المدينة وكان عليهم تخمين مكان وجود برافو بناءً على صوت إطلاق النار. تعرضت شركة ألفا لنيران ثقيلة ومستدامة عند مفترق طرق 100 متر (330 قدم) من مركز الشرطة. وفقًا لإجراءات التشغيل القياسية في هذه الظروف، كان من المفترض أن ينزل الجنود من المركبات. انتشر الجنود من شركة ألفا، بعضهم أخذوا غطاء تحت شاحنة DAF. على الرغم من المسافة القصيرة وتوفر خط الرؤية، لم يتعرف أي من أعضاء شركة ألفا على مركبات الشرطة الملكية العسكرية في مركز الشرطة، على الرغم من أنه في تلك اللحظة قد تكون مركبات الشرطة قد تم نقلها إلى داخل محيط مركز الشرطة. تمكنت شركة ألفا من كبح النيران المعادية، ولكن كانت هناك مشاكل في المحرك لدرجة أن شاحنة DAF احتاجت إلى إعادة تشغيل. مع توفير بعض الجنود غطاء، قام البقية بدفع الشاحنة حتى بدأت في العمل. ثم ركبت الشركة بسرعة شمالًا، وقد تعرضت لإطلاق نار طوال الطريق ولكنهم تمكنوا من الوصول إلى نقطة آمنة شمال المدينة. نزلوا من المركبات واتخذوا مواقع دفاعية؛ تم إرسال تقرير الوضع إلى غرفة العمليات في أبو نجي.

### بعد المعركة
نُقلت جميع الجثث التي تم استعادتها على متن سيارة إسعاف وتم التعرف عليها من قبل الملازم المسؤول عن وحدة الشرطة العسكرية الملكية في قاعدة أبو ناجي. كان في كل جثة ما لا يقل عن 30 إصابة؛ لم تُفرغ مخازن الأسلحة في أجسادهم فحسب، بل تعرضوا أيضًا للضرب بأعقاب البنادق على الوجه والجسد، وبعضهم تلقى إصابات ناجمة عن الدهس بالأقدام.
ظهرت العديد من الإخفاقات في العملية بعد وقوعها، مثل أن كل عنصر من الشرطة العسكرية الملكية لم يكن يحمل سوى 50 طلقة، بينما الحد الأدنى كان يجب أن يكون 150 طلقة. وفي مرحلة ما بعد الغزو، لم يكن الأمر مقتصرًا على تقليص الذخيرة؛ إذ لم يكن لدى الشرطة العسكرية الملكية لا المورفين ولا القنابل الدخانية. كان من الممكن لقنبلة دخان أن تنبّه الطائرات المروحية المارة إلى موقعهم. لم يكن بحوزتهم هاتف ساتلايت من نوع "إريديوم" للاتصال خارج المنطقة، وبسبب نقص الاستخبارات وتبادل المعلومات، لم يكن المظليون والشرطة العسكرية الملكية على دراية بمواقع بعضهم البعض. وقد تم نفي الاتهامات التي تقول بأن المظليين تركوا الشرطة العسكرية خلفهم في الصحافة من قِبل كبار القادة بعد أيام قليلة من الحادثة.
كان الدكتور فصال من القلائل من العراقيين الذين عبّروا عن أسفهم لما حدث.

كانت مأساة. لا أحد هنا سعيد بما حصل. قلت للجنود البريطانيين إن الأشخاص الذين قتلوا رجالكم هم وحوش، وليس كل سكان مجر الكبير مثلهم. هذا لا يعني أن كل الناس هنا يكرهون البريطانيين.

تمت إعادة الجنود الذين كانوا على متن مروحية تشينوك إلى قاعدتهم، وكان اثنان منهم على الأقل بحاجة إلى إخلاء طبي إلى المستشفى الميداني رقم 202 قبل نقلهم إلى منشأة طبية أمريكية في الكويت. أُصيب المظلي داميان "بيبلز" ميسن بجُرح غيّر مجرى حياته في صدغه الأيمن، مما أدى إلى إصابته بالصرع وعدم قدرته على مواصلة الخدمة العسكرية.
عند علمه بمقتل عناصر الشرطة العسكرية الستة، أمر المقدم توم بيكيت، قائد الكتيبة الأولى للمظليين، بسحب القوات من المدينة. كان هذا القرار غير شعبي على الإطلاق بين الجنود في الميدان، ونال بسببه عدة ألقاب مهينة. لاحقًا، أدرك كثير من الجنود أنه كان في موقف "خاسر مهما فعل". فلو سمح للقوات بالعودة إلى المدينة، لكانت الخسائر في الأرواح أكبر بكثير من الجانبين، وكما قال أحد الجنود: "كان سيُفصل من منصبه لو سمح لنا بالعودة إلى هناك ذلك اليوم". وقد اعتُبر قراره بعدم دخول المدينة لاستعادة الجثث، بل السماح للطبيب العراقي بتسليمها إلى الكتيبة الأولى، قرارًا صائبًا من قبل لجنة التحقيق التابعة للجيش، إذ منع المزيد من الخسائر على الجانبين. وُجّهت انتقادات للكتيبة الأولى لعدم دخولها وإنقاذ الشرطة العسكرية، لكن في التحقيق، صرّح الملازم كينيدي بأنه لم يكن أحد على الأرض في مجر الكبير يعلم بوجودهم حتى أبلغهم الدكتور فصال بموقعهم، ثم سرعان ما عاد ليخبرهم بموتهم.

## ما بعد الحادث
لم يتم تأمين موقع مركز الشرطة حتى عدة أيام بعد الحادث. تم استرداد بندقية الرقيب سي ميلر من نوع SA-80 من موقع الحادث فقط. أظهرت الفحوصات أنها لم تُطلق منذ آخر تنظيف لها، مما أدى إلى الاعتقاد أنه على الرغم من الخطر الذي كانوا فيه؛ لم يُطلق أفراد الشرطة العسكرية الستة النار على أو في اتجاه الحشد. في وقت لاحق، صرح أحد الشهود العراقيين على الحادث، الشيخ شجار (رئيس قبيلة الشُغنبة) أن أحد أفراد الشرطة العسكرية على الأقل قد أطلق النار، وأنه في هذه العملية قتل شخصًا في الحشد. ومع ذلك، يذكر مارك نيكول في كتابه "آخر جولة" أن إطلاق النار على الحشد كان يتعارض مع إجراءات التشغيل القياسية للشرطة العسكرية.
بعد عدة أيام من الحادث، وصل أعضاء من فرقة ج SAS إلى المدينة لتنفيذ عملية "جوكال" للبحث عن المسؤولين. جمعوا المعلومات الاستخباراتية حول من كان متورطًا ثم انسحبوا تحت نيران العراقيين المسلحين. تم تحفيز القادة العسكريين البريطانيين على عدم السماح للـ SAS بالعودة للقبض على المسؤولين.
تسببت وفاة أفراد الشرطة العسكرية الستة في اضطرابات سياسية كبيرة في المملكة المتحدة حيث كانت (حتى ذلك الحين) أكبر خسارة في الأرواح من قوات بريطانيا تحت نيران العدو منذ حرب الفوكلاند. حددت كل مجموعة من القوات البريطانية التي قاتلت في المدينة (ألفا، برافو وفريق الاستجابة السريعة) أنهم قتلوا على الأقل 20 عراقيًا لكل منهم (مجموع 60 قتيلًا) مع العديد من الجرحى. ادعى السكان المحليون أن عدد القتلى العراقيين لم يتجاوز الأربعة، وهو ما كان يُعتبر رقمًا أكثر قبولًا من قبل القادة البريطانيين بسبب عدم الاستقرار السياسي في المنطقة في ذلك الوقت.
بعد معركة داني بوي في العراق في 14 مايو 2004، قامت القوات البريطانية باعتقال تسعة من المتمردين العراقيين وإزالة جثث المتمردين القتلى من ساحة المعركة بموجب أمر تنفيذي لتحديد المشتبه بهم المحتملين في قتل أفراد الشرطة العسكرية الستة في يونيو 2003. أدى ذلك إلى مزاعم غير مؤسَّسة حول معاملة المعتقلين العراقيين مما أدى إلى تحقيق السويدي.
تم ذكر الملازم روس كينيدي والرقيب جون دولمان في البلاغات العسكرية للمعركة بينما تم منح الرقيب غوردون روبرتسون وسام الشجاعة العسكرية البارزة. تم تقديم الوسام لروبرتسون في حفل أقيم في قصر باكنغهام من قبل جلالة الملكة. لم يكن روبرتسون سعيدًا بمنحه الوسام وكان مترددًا في أن يوضع على منصة العرض وهو يرتدي الوسام على زيه العسكري؛ لذا ترك الجيش وحضر الحفل بملابس مدنية. في عام 2016، تم الإبلاغ عن أن غوردون روبرتسون كان يبيع ميدالياته، بما في ذلك وسام الشجاعة العسكرية البارزة (CGC)، لجمع المال وتمكين ابنه من دخول سوق العقارات.
تم قتل جون دولمان، الرقيب في فوج المظلات الذي كان أول من أطلق رصاصة مطاطية في صباح 24 يونيو، في بغداد في يناير 2005. كان قد ترك الجيش البريطاني في عام 2004 وكان يعمل لصالح شركة أمنية خاصة. في فبراير 2005، عرضت بي بي سي 2 وثائقيًا عن القتل بعنوان موت الرجال الحمر الذي تضمن مقابلات غير مسجلة مع أعضاء من الجيش. تم عقد تحقيق داخلي من قبل الجيش البريطاني في مارس 2004. ولم يُنسب اللوم إلى أي فرد بسبب بند في قوانين الملكة، لكن التحقيق وجد فشلًا في نظام الإبلاغ والمحاسبة والتواصل. تم عقد التحقيق خلف أبواب مغلقة، حيث كان يُعتقد أن وجود العائلات كان قد يضر بالأدلة. خلال استجواب الشهود، قام المحققون العسكريون بتوجيه أسئلة مباشرة لقوات فوج المظلات. كانت هناك اتهامات بالتخلي عن الشرطة العسكرية من قبل المظليين واستنتاج أن الفصائل دخلت المدينة فقط من أجل القتل كونها كانت واحدة من آخر دورياتهم. تم نفي جميع هذه الاتهامات بشدة.
عندما تم إنهاء تقرير التحقيق في نوفمبر 2004، اتخذ وزير الدفاع جيوف هون خطوة غير معتادة بإصدار بعض محتويات التقرير إلى العامة. تم إطلاع عائلات أفراد الشرطة العسكرية على محتوى التقرير من قبل قائد التحقيق، وعُقد اجتماع مع البرلمان.
في الانتخابات العامة 2005، ترشح والد توماس كيز ضد رئيس الوزراء توني بلير في دائرة سجدفيلد. حصل ريغ كيز على 10% من الأصوات بحصوله على 4,252 صوتًا مقابل 24,421 صوتًا لصالح توني بلير الذي تم انتخابه نائبًا عن سجدفيلد. في خطابه بعد الانتخابات، دعا ريغ كيز توني بلير للاعتذار لعائلات جميع الجنود الذين سقطوا في حرب العراق.
تم فتح تحقيق في وفيات الرجال الستة في مارس 2006 في أوكسفوردشير. سمع التحقيق دلائل على أن الرجال قد تم تزويدهم بـ 50 طلقة فقط لكل منهم لبنادقهم SA-80 وأنه لم يتم تخصيص هاتف فضائي لهم, رغم توفر 37 وحدة، ولم يكن هناك ما يمنع الشرطة العسكرية من توقيع أحد منها. استمع التحقيق إلى تقارير مفصلة عن إصابات الرجال على أيدي الجموع مع إصابات متعددة بالرصاص في الأيدي والساقين والأذرع والوجوه. طالب الأقارب في التحقيق بالاعتذار من الدكتور نيكولاس هنت، الطبيب الشرعي المعين من الحكومة، لأنه استخدم صورًا للرجال المتوفين في ورشة